# Université moderne Chinguitt
Die Université Moderne Chinguitt (arabisch جامعة شنقيط العصرية, DMG Ǧāmiʿat Šinqīṭ al-ʿAṣrīya) ist eine Universität in der Hauptstadt Nouakchott der Islamischen Republik Mauretanien. Sie wurde am 21. Dezember 2006 eröffnet. Ihr erster Präsident war Mohammed El-Mokhtar Ould Bah.
Die Université Moderne Chinguitt ist eine gemeinnützige Privatuniversität für Masterstudenten. Sie ist die erste Universität in Mauretanien, die sich auf islamische und soziale Wissenschaften spezialisiert. Nach ihrem Selbstverständnis sollen die Studenten dort neben einem soliden Grundwissen in den islamischen Wissenschaften und der arabischen Sprache auch Kommunikationsfähigkeiten in Fremdsprachen und Erfahrungen im Bereich der wissenschaftlichen Forschung und deren Weiterentwicklung erlangen, um der arabischen und islamischen Kultur in Mauretanien zu dienen und ihre Ausstrahlung in der regionalen und internationalen Umgebung zu gewährleisten.